# Gūrāb Varzal
Gūrāb Varzal (persiska: گوراب ورزل) är en ort i Iran.   Den ligger i provinsen Gilan, i den nordvästra delen av landet, 230 km nordväst om huvudstaden Teheran. Gūrāb Varzal ligger 35 meter över havet och antalet invånare är 499.
Terrängen runt Gūrāb Varzal är platt åt nordväst, men åt sydost är den kuperad.Runt Gūrāb Varzal är det tätbefolkat, med 659 invånare per kvadratkilometer. Närmaste större samhälle är Rasht, 9,9 km norr om Gūrāb Varzal. Trakten runt Gūrāb Varzal består till största delen av jordbruksmark.